# Monasterio Varlaam

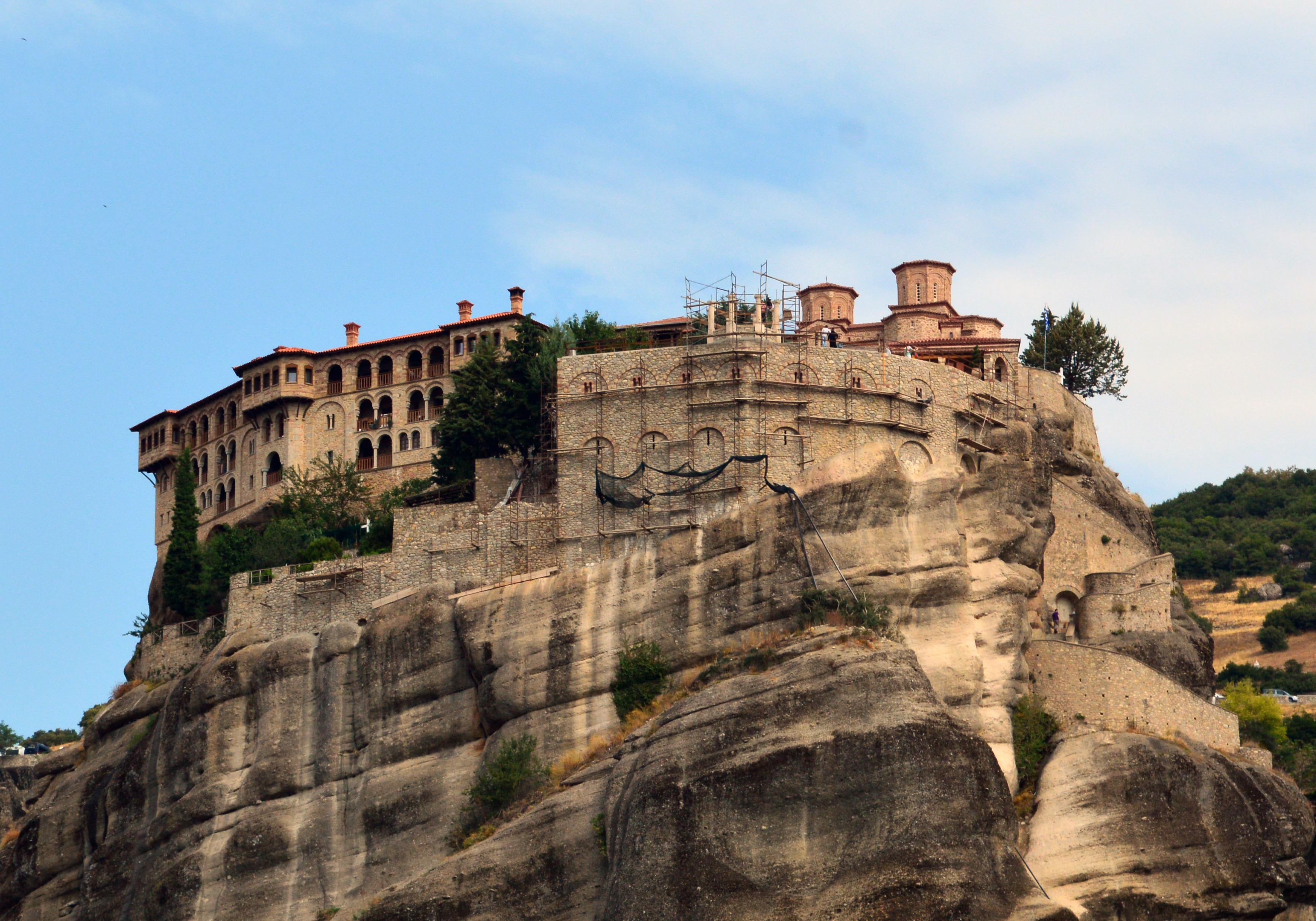
Monasterio Varlaam.

El monasterio Varlaam (Μονή Βαρλαάμ en griego) es un monasterio ortodoxo, situado al norte de Grecia, en la llanura de Tesalia, en las proximidades de Kalambaka, en el valle del río Peneo. Forma parte de un grupo de seis monasterios denominados Monasterios suspendidos en los aires o Monasterios en el cielo situados en Meteora, que fueron clasificados como Patrimonio de la Humanidad por la Unesco desde el año 1988.
El primer habitante de este promontorio fue el monje Varlaam, quien, alrededor del año 1350 construyó varias celdas y una iglesia dedicada a los Tres Santos Jerarcas (Basilio de Cesarea, Gregorio el Teólogo y Juan Crisóstomo). En 1518 Teófanes de Creta llegó hasta la cima del promontorio y sobre las ruinas de las construcciones precedentes reedificó la Iglesia de Todos los Santos y la Iglesia de San Juan Bautista.
El primer asceta que ascendió sobre esta roca utilizó unos escalones de madera de base; sobre estos colocó una primera escala de madera alargada, que se incrustaba en la roca con cuñas y así colocaba otra escala hacia arriba. Este mecanismo sirvió de ejemplo para sus seguidores, dando origen al nacimiento del resto de monasterios en Meteora. Más adelante fueron reemplazadas por largas escaleras colgantes que provocaban vértigo a quienes se aventuraban a subir. Aquellos que no se atrevían servirse de los escalones suspendidos, los elevaban colgados en una red. La hazaña duraba una media hora de inquietud y terror, balanceándose en el vacío. En 1923 se reformaron los escalones para poder llegar hasta la cima de forma más segura. La red se sigue utilizando en la actualidad, pero sirve para el transporte de provisiones y otros objetos necesarios para el mantenimiento del monasterio.

## Galería de imágenes

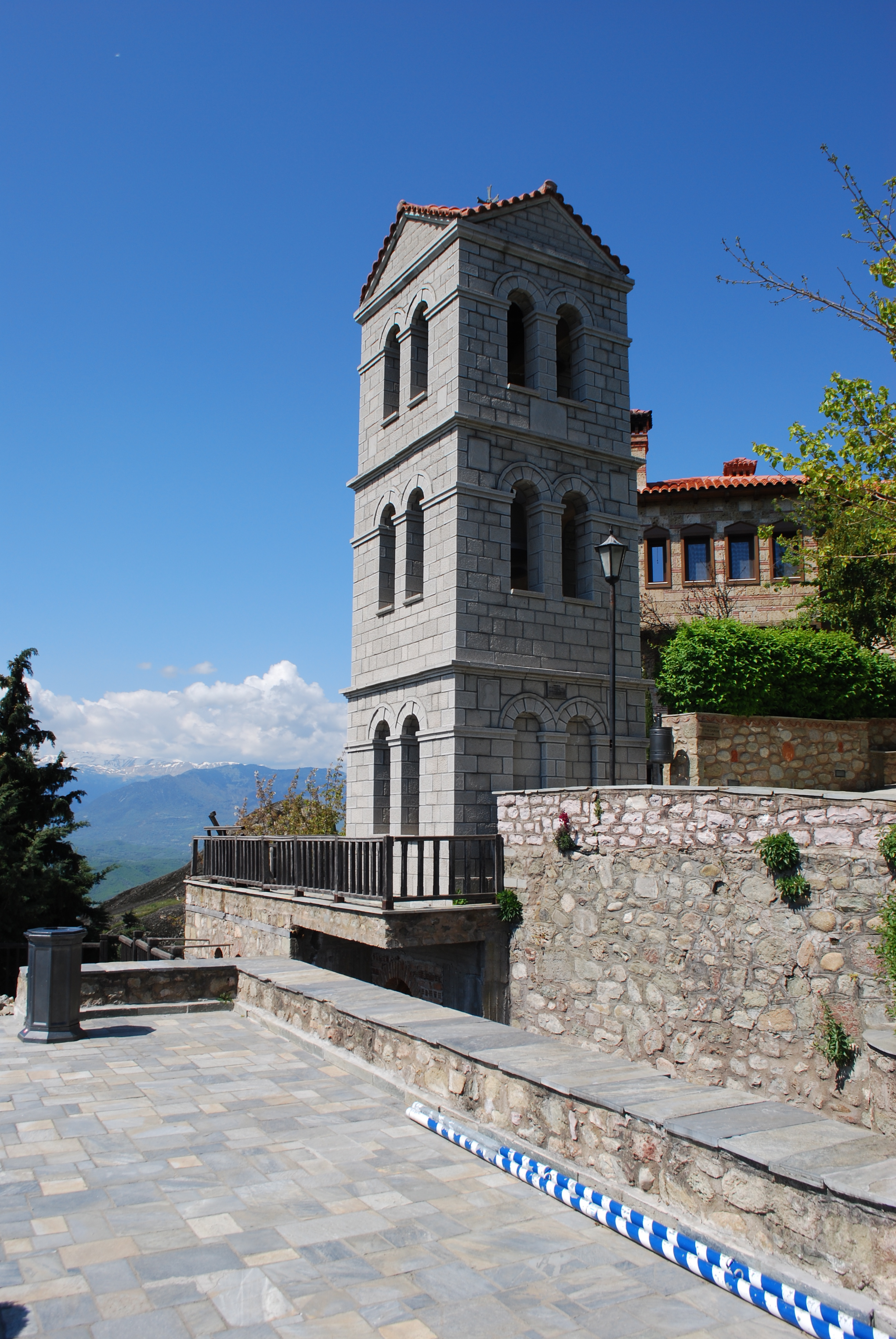
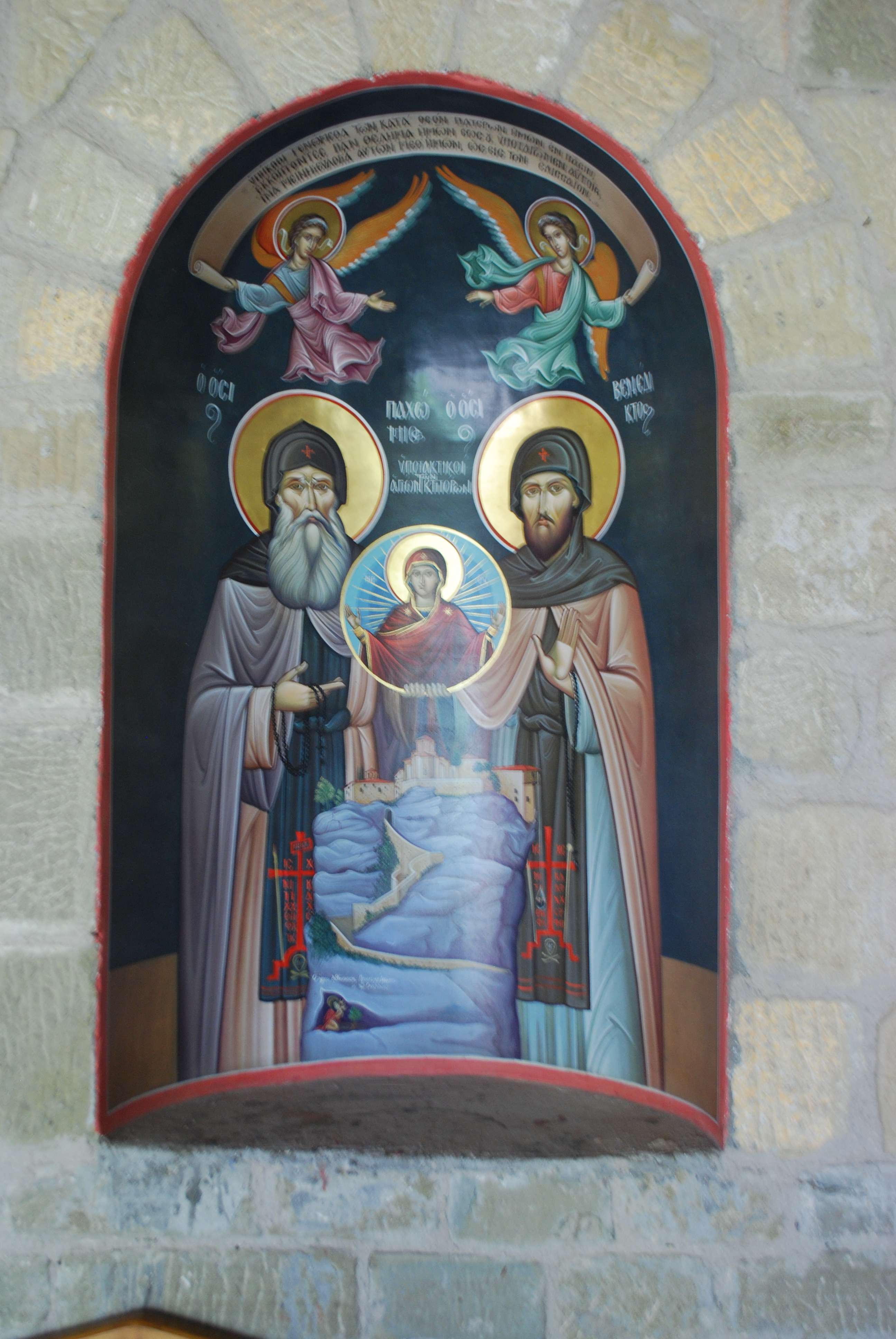
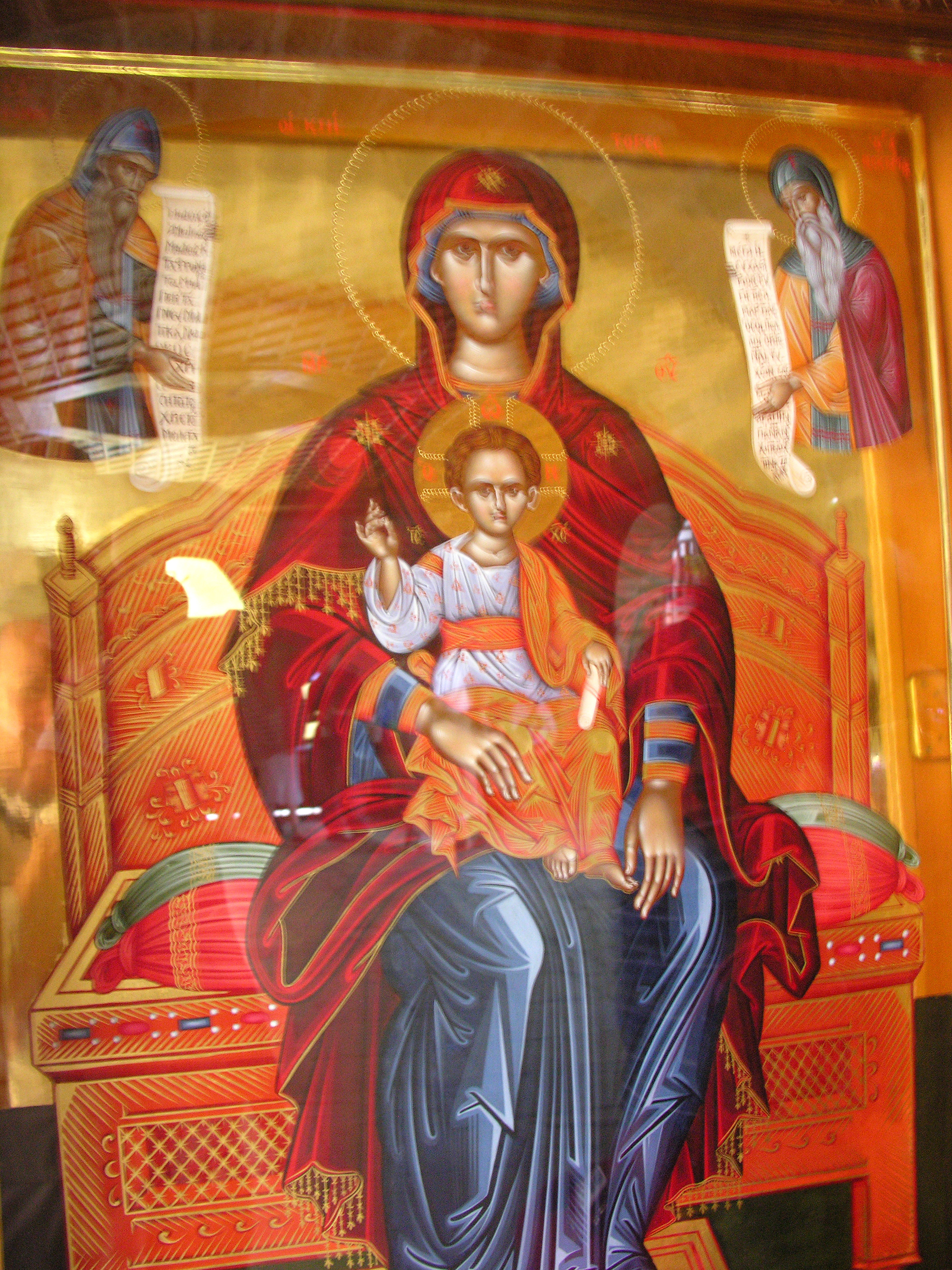
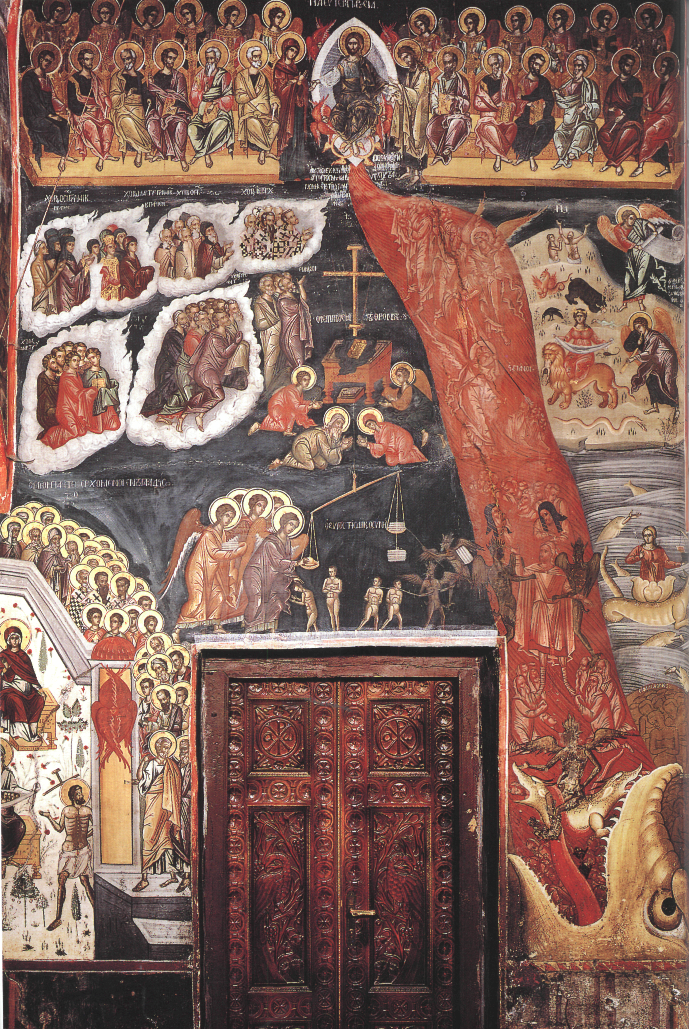
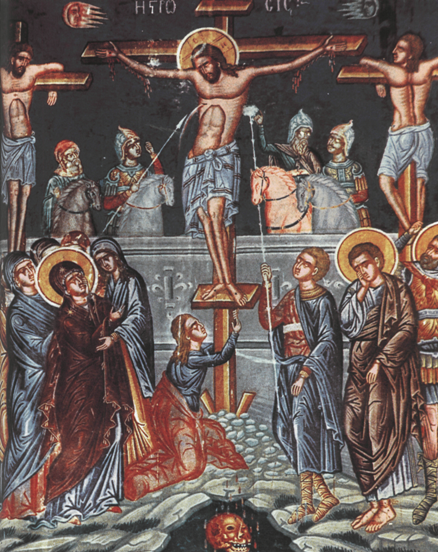